# Het tweede uur van het Nuctemeron
Het tweede uur van het Nuctemeron van Apollonius van Tyana luidt als volgt:
Door het binaire, zingen de Vissen van de Dierenriem de lof van God, de vurige slangen slingeren zich rond de Caduceus en de bliksem wordt harmonisch.
Dit tweede uur wordt geregeerd door 7 genii:
- Sisera, genius van de begeerte
- Torvatus, genius van de tweedracht
- Nitibus, genius van de sterren
- Hizarbin, genius van de zeeën
- Sachluph, genius van de planten
- Baglis, genius van maat en evenwicht (naam als pseudoniem gebruikt door een Frans astrologisch en esoterisch auteur van rond 1900)
- Labezerin, genius van het welslagen

Commentaar van Eliphas Levi (1810 - 1875):
Men moet de genius van begeerte leren willen en transformeren in macht. De hindernis voor de wil is de genius van de tweedracht, die kan vastgeketend worden door de wetenschap der harmonie. De harmonie is de genius der sterren en zeeën. Men moet de krachten van de planten bestuderen en de wetten van maat en evenwicht begrijpen om tot welslagen te komen.